# Микава (провинция)

Провинция Микава на карте Японии со старым административным делением (выделена красным).

Провинция Микава (яп. 三河国 микава но куни, «Страна Микава» или 三州 сансю:, «провинция Микава») — историческая провинция Японии в регионе Тюбу в центре острова Хонсю. Соответствует восточной части префектуры Айти.

## История
Провинция Микава была образована в VII веке. До этого на её территории находилось государство Хо-но куни (яп. 穂国), которое было завоёвано яматосскими монархами в V—VI веках. Провинциальный центр Микавы находился в районе современного города Тоёда.
С XIII века земли провинции находились под властью рода Асикага. После образования последним сёгуната Муромати, Микава поочерёдно принадлежала родам Иссики, Хосокава, Кира и Имагава.
В XVI веке провинция стала форпостом рода Мацудайра. Её представитель, Мацудайра Мотоясу, который сменил имя на Токугава Иэясу, стал объединителем Японии и основателем сёгуната Токугава. Благодаря этому много вассалов и полководцев Токугавы, которые происходили родом из Микавы, стали хозяевами лёнов хан по всей стране и влияли на социально-политическую жизнь Японии в течение 250 лет.
В период Эдо (1603—1867) провинция Микава была разделена между главными вассалами сёгуната — родами Мацудайра, Хонда, Мидзуно, Найто и другими. Они имели монополию на изготовление пороха в стране, что приносило им огромные прибыли. Благодария развитию химической промышленности Микава стала известна также как «страна фейерверков», которые ежегодно проводились в этой провинции.
В результате административной реформы 1872 года провинция Микава вошла в состав префектуры Айти.

## Уезды провинции Микава
- Аоми (яп. 碧海郡)
- Ацуми (яп. 渥美郡)
- Камо (яп. 加茂郡)
- Нуката (яп. 額田郡)
- Ситара (яп. 設楽郡)
- Хадзу (яп. 幡豆郡)
- Хои (яп. 宝飯郡)
- Яна (яп. 八名郡)